# Liste des députés allemands de la république de Weimar (6e législature)
Les députés de la sixième législature de la république de Weimar sont les députés du Reichstag élus lors des élections législatives allemandes de juillet 1932 pour la période juillet 1932-novembre 1932.

## Liste des députés
| Land                                                                    | Circonscription               | Élu                                 | Parti | Parti |
| ----------------------------------------------------------------------- | ----------------------------- | ----------------------------------- | ----- | ----- |
| État libre de Prusse                                                    | 01 (Prusse-Orientale)         | Erich Koch                          |       | NSDAP |
| État libre de Prusse                                                    | 01 (Prusse-Orientale)         | Egbert Otto                         |       | NSDAP |
| État libre de Prusse                                                    | 01 (Prusse-Orientale)         | Eugen Plorin                        |       | NSDAP |
| État libre de Prusse                                                    | 01 (Prusse-Orientale)         | Heinrich von Sybel                  |       | NSDAP |
| État libre de Prusse                                                    | 01 (Prusse-Orientale)         | Erwin Nötzelmann                    |       | NSDAP |
| État libre de Prusse                                                    | 01 (Prusse-Orientale)         | Otto Schukat                        |       | NSDAP |
| État libre de Prusse                                                    | 01 (Prusse-Orientale)         | Rudolf Gross                        |       | NSDAP |
| État libre de Prusse                                                    | 01 (Prusse-Orientale)         | Alfred Preuß                        |       | NSDAP |
| État libre de Prusse                                                    | 01 (Prusse-Orientale)         | Otto Braun                          |       | SPD   |
| État libre de Prusse                                                    | 01 (Prusse-Orientale)         | Friedrich Larssen                   |       | SPD   |
| État libre de Prusse                                                    | 01 (Prusse-Orientale)         | Carl Jäcker                         |       | SPD   |
| État libre de Prusse                                                    | 01 (Prusse-Orientale)         | Walter Schütz                       |       | KPD   |
| État libre de Prusse                                                    | 01 (Prusse-Orientale)         | Walter Schwindt                     |       | KPD   |
| État libre de Prusse                                                    | 01 (Prusse-Orientale)         | Hubert Hönnekes                     |       | ZEN   |
| État libre de Prusse                                                    | 01 (Prusse-Orientale)         | Horst von Restorff                  |       | DNVP  |
| État libre de Prusse                                                    | 02 (Berlin)                   | Joseph Goebbels                     |       | NSDAP |
| État libre de Prusse                                                    | 02 (Berlin)                   | Ernst Graf zu Reventlow             |       | NSDAP |
| État libre de Prusse                                                    | 02 (Berlin)                   | Walter Schuhmann                    |       | NSDAP |
| État libre de Prusse                                                    | 02 (Berlin)                   | Hans Fabricius                      |       | NSDAP |
| État libre de Prusse                                                    | 02 (Berlin)                   | Arthur Crispien                     |       | SPD   |
| État libre de Prusse                                                    | 02 (Berlin)                   | Hugo Heimann                        |       | SPD   |
| État libre de Prusse                                                    | 02 (Berlin)                   | Clara Bohm-Schuch                   |       | SPD   |
| État libre de Prusse                                                    | 02 (Berlin)                   | Siegfried Aufhäuser                 |       | SPD   |
| État libre de Prusse                                                    | 02 (Berlin)                   | Carl Litke                          |       | SPD   |
| État libre de Prusse                                                    | 02 (Berlin)                   | Wilhelm Pieck                       |       | KPD   |
| État libre de Prusse                                                    | 02 (Berlin)                   | Ernst Torgler                       |       | KPD   |
| État libre de Prusse                                                    | 02 (Berlin)                   | Albert Kayser                       |       | KPD   |
| État libre de Prusse                                                    | 02 (Berlin)                   | Wilhelm Hein                        |       | KPD   |
| État libre de Prusse                                                    | 02 (Berlin)                   | Karl Olbrysch                       |       | KPD   |
| État libre de Prusse                                                    | 02 (Berlin)                   | Hanna Sandtner                      |       | KPD   |
| État libre de Prusse                                                    | 02 (Berlin)                   | Wilhelm Laverrenz                   |       | DNVP  |
| État libre de Prusse                                                    | 03 (Potsdam II)               | Hans Meinshausen                    |       | NSDAP |
| État libre de Prusse                                                    | 03 (Potsdam II)               | Karl Ernst                          |       | NSDAP |
| État libre de Prusse                                                    | 03 (Potsdam II)               | Heinrich Hunke                      |       | NSDAP |
| État libre de Prusse                                                    | 03 (Potsdam II)               | Hans Hinkel                         |       | NSDAP |
| État libre de Prusse                                                    | 03 (Potsdam II)               | Werner Wächter                      |       | NSDAP |
| État libre de Prusse                                                    | 03 (Potsdam II)               | Edwin Gebauer                       |       | NSDAP |
| État libre de Prusse                                                    | 03 (Potsdam II)               | Franz Künstler                      |       | SPD   |
| État libre de Prusse                                                    | 03 (Potsdam II)               | Kurt Löwenstein                     |       | SPD   |
| État libre de Prusse                                                    | 03 (Potsdam II)               | Kurt Heinig                         |       | SPD   |
| État libre de Prusse                                                    | 03 (Potsdam II)               | Marie Kunert                        |       | SPD   |
| État libre de Prusse                                                    | 03 (Potsdam II)               | Georg Wendt                         |       | SPD   |
| État libre de Prusse                                                    | 03 (Potsdam II)               | Walter Ulbricht                     |       | KPD   |
| État libre de Prusse                                                    | 03 (Potsdam II)               | Franz Dahlem                        |       | KPD   |
| État libre de Prusse                                                    | 03 (Potsdam II)               | Willi Skamira                       |       | KPD   |
| État libre de Prusse                                                    | 03 (Potsdam II)               | Walter Voss                         |       | KPD   |
| État libre de Prusse                                                    | 03 (Potsdam II)               | Heinrich Krone                      |       | ZEN   |
| État libre de Prusse                                                    | 03 (Potsdam II)               | Werner Steinhoff                    |       | DNVP  |
| État libre de Prusse                                                    | 03 (Potsdam II)               | Emil Berndt                         |       | DNVP  |
| État libre de Prusse                                                    | 04 (Potsdam I)                | Hermann Göring                      |       | NSDAP |
| État libre de Prusse                                                    | 04 (Potsdam I)                | Willi Ruckdeschel                   |       | NSDAP |
| État libre de Prusse                                                    | 04 (Potsdam I)                | Alexander Freiherr von Wangenheim   |       | NSDAP |
| État libre de Prusse                                                    | 04 (Potsdam I)                | Kurt Hintze                         |       | NSDAP |
| État libre de Prusse                                                    | 04 (Potsdam I)                | Wilhelm Dieckmann                   |       | NSDAP |
| État libre de Prusse                                                    | 04 (Potsdam I)                | Erich Haucke                        |       | NSDAP |
| État libre de Prusse                                                    | 04 (Potsdam I)                | Wilhelm Decker                      |       | NSDAP |
| État libre de Prusse                                                    | 04 (Potsdam I)                | Rudolf Wissell                      |       | SPD   |
| État libre de Prusse                                                    | 04 (Potsdam I)                | Rudolf Breitscheid                  |       | SPD   |
| État libre de Prusse                                                    | 04 (Potsdam I)                | Marie Juchacz                       |       | SPD   |
| État libre de Prusse                                                    | 04 (Potsdam I)                | Friedrich Ebert                     |       | SPD   |
| État libre de Prusse                                                    | 04 (Potsdam I)                | Franz Spliedt                       |       | SPD   |
| État libre de Prusse                                                    | 04 (Potsdam I)                | Hermann Remmele                     |       | KPD   |
| État libre de Prusse                                                    | 04 (Potsdam I)                | Heinz Neumann                       |       | KPD   |
| État libre de Prusse                                                    | 04 (Potsdam I)                | Paul Walter                         |       | KPD   |
| État libre de Prusse                                                    | 04 (Potsdam I)                | Paul Redlich                        |       | KPD   |
| État libre de Prusse                                                    | 04 (Potsdam I)                | Albert Wiedemann                    |       | DNVP  |
| État libre de Prusse                                                    | 04 (Potsdam I)                | Detlev von Arnim                    |       | DNVP  |
| État libre de Prusse                                                    | 05 (Francfort)                | Wilhelm Kube                        |       | NSDAP |
| État libre de Prusse                                                    | 05 (Francfort)                | Siegfried Kasche                    |       | NSDAP |
| État libre de Prusse                                                    | 05 (Francfort)                | Reinhard Bredow                     |       | NSDAP |
| État libre de Prusse                                                    | 05 (Francfort)                | Wilhelm Wigand                      |       | NSDAP |
| État libre de Prusse                                                    | 05 (Francfort)                | Friedrich-Wilhelm Krüger            |       | NSDAP |
| État libre de Prusse                                                    | 05 (Francfort)                | Walter Ruppin                       |       | NSDAP |
| État libre de Prusse                                                    | 05 (Francfort)                | Martin Albrecht                     |       | NSDAP |
| État libre de Prusse                                                    | 05 (Francfort)                | Otto Wels                           |       | SPD   |
| État libre de Prusse                                                    | 05 (Francfort)                | Ernst Heilmann                      |       | SPD   |
| État libre de Prusse                                                    | 05 (Francfort)                | Anton Reißner                       |       | SPD   |
| État libre de Prusse                                                    | 05 (Francfort)                | Kurt Wegner                         |       | SPD   |
| État libre de Prusse                                                    | 05 (Francfort)                | Romanus Berg                        |       | KPD   |
| État libre de Prusse                                                    | 05 (Francfort)                | Brunislaus Warnke                   |       | ZEN   |
| État libre de Prusse                                                    | 05 (Francfort)                | Kurt Wege                           |       | DNVP  |
| État libre de Prusse                                                    | 06 (Poméranie)                | Wilhelm Karpenstein                 |       | NSDAP |
| État libre de Prusse                                                    | 06 (Poméranie)                | Walther von Corswant                |       | NSDAP |
| État libre de Prusse                                                    | 06 (Poméranie)                | Otto Hergt                          |       | NSDAP |
| État libre de Prusse                                                    | 06 (Poméranie)                | Heinz Späing                        |       | NSDAP |
| État libre de Prusse                                                    | 06 (Poméranie)                | Robert Schulz                       |       | NSDAP |
| État libre de Prusse                                                    | 06 (Poméranie)                | Kurt Lüdtke                         |       | NSDAP |
| État libre de Prusse                                                    | 06 (Poméranie)                | Adolf Schmidtsdorff                 |       | NSDAP |
| État libre de Prusse                                                    | 06 (Poméranie)                | Fritz Kohls                         |       | NSDAP |
| État libre de Prusse                                                    | 06 (Poméranie)                | Gustav Schumann                     |       | SPD   |
| État libre de Prusse                                                    | 06 (Poméranie)                | Otto Friedrich Passehl              |       | SPD   |
| État libre de Prusse                                                    | 06 (Poméranie)                | Georg Schmidt                       |       | SPD   |
| État libre de Prusse                                                    | 06 (Poméranie)                | Artur Vogt                          |       | KPD   |
| État libre de Prusse                                                    | 06 (Poméranie)                | Fritz Latzke                        |       | KPD   |
| État libre de Prusse                                                    | 06 (Poméranie)                | Herbert von Bismarck                |       | DNVP  |
| État libre de Prusse                                                    | 06 (Poméranie)                | Wilhelm Jaeger                      |       | DNVP  |
| État libre de Prusse                                                    | 07 (Breslau)                  | Helmuth Brückner                    |       | NSDAP |
| État libre de Prusse                                                    | 07 (Breslau)                  | Hermann Schneider                   |       | NSDAP |
| État libre de Prusse                                                    | 07 (Breslau)                  | Josef Schönwälder                   |       | NSDAP |
| État libre de Prusse                                                    | 07 (Breslau)                  | Ernst Jenke                         |       | NSDAP |
| État libre de Prusse                                                    | 07 (Breslau)                  | Hans Hayn                           |       | NSDAP |
| État libre de Prusse                                                    | 07 (Breslau)                  | Paul Geburtig                       |       | NSDAP |
| État libre de Prusse                                                    | 07 (Breslau)                  | Wilhelm Heerde                      |       | NSDAP |
| État libre de Prusse                                                    | 07 (Breslau)                  | Georg Neugebauer                    |       | NSDAP |
| État libre de Prusse                                                    | 07 (Breslau)                  | Paul Löbe                           |       | SPD   |
| État libre de Prusse                                                    | 07 (Breslau)                  | Carl Wendemuth                      |       | SPD   |
| État libre de Prusse                                                    | 07 (Breslau)                  | Maria Ansorge                       |       | SPD   |
| État libre de Prusse                                                    | 07 (Breslau)                  | Kurt Pohle                          |       | SPD   |
| État libre de Prusse                                                    | 07 (Breslau)                  | Karl Becker                         |       | KPD   |
| État libre de Prusse                                                    | 07 (Breslau)                  | Ludwig Perlitius                    |       | ZEN   |
| État libre de Prusse                                                    | 07 (Breslau)                  | Wilhelm Fonk                        |       | ZEN   |
| État libre de Prusse                                                    | 07 (Breslau)                  | Axel von Freytagh-Loringhoven       |       | DNVP  |
| État libre de Prusse                                                    | 08 (Liegnitz)                 | Hans Frank                          |       | NSDAP |
| État libre de Prusse                                                    | 08 (Liegnitz)                 | Edmund Heines                       |       | NSDAP |
| État libre de Prusse                                                    | 08 (Liegnitz)                 | Konrad Jenzen                       |       | NSDAP |
| État libre de Prusse                                                    | 08 (Liegnitz)                 | Max Wockatz                         |       | NSDAP |
| État libre de Prusse                                                    | 08 (Liegnitz)                 | Franz-Werner Jaenke                 |       | NSDAP |
| État libre de Prusse                                                    | 08 (Liegnitz)                 | Otto Buchwitz                       |       | SPD   |
| État libre de Prusse                                                    | 08 (Liegnitz)                 | Richard Meier                       |       | SPD   |
| État libre de Prusse                                                    | 08 (Liegnitz)                 | Anna Nemitz                         |       | SPD   |
| État libre de Prusse                                                    | 08 (Liegnitz)                 | Roman Chwalek                       |       | KPD   |
| État libre de Prusse                                                    | 08 (Liegnitz)                 | Johannes Schauff                    |       | ZEN   |
| État libre de Prusse                                                    | 08 (Liegnitz)                 | Hans von Ludwiger                   |       | DNVP  |
| État libre de Prusse                                                    | 09 (Oppeln)                   | Max Fillusch                        |       | NSDAP |
| État libre de Prusse                                                    | 09 (Oppeln)                   | Andreas von Flotow                  |       | NSDAP |
| État libre de Prusse                                                    | 09 (Oppeln)                   | Erich Rußek                         |       | NSDAP |
| État libre de Prusse                                                    | 09 (Oppeln)                   | Johannes Stelling                   |       | SPD   |
| État libre de Prusse                                                    | 09 (Oppeln)                   | Anton Jadasch                       |       | KPD   |
| État libre de Prusse                                                    | 09 (Oppeln)                   | Josef Wiora                         |       | KPD   |
| État libre de Prusse                                                    | 09 (Oppeln)                   | Karl Ulitzka                        |       | ZEN   |
| État libre de Prusse                                                    | 09 (Oppeln)                   | Franz Ehrhardt                      |       | ZEN   |
| État libre de Prusse                                                    | 09 (Oppeln)                   | Adalbert Beck                       |       | ZEN   |
| État libre de Prusse                                                    | 09 (Oppeln)                   | Erwin Respondek                     |       | ZEN   |
| État libre de Prusse                                                    | 10 (Magdebourg)               | Wilhelm Friedrich Loeper            |       | NSDAP |
| État libre de Prusse                                                    | 10 (Magdebourg)               | Rudolf Michaelis                    |       | NSDAP |
| État libre de Prusse                                                    | 10 (Magdebourg)               | Alexander Schrader                  |       | NSDAP |
| État libre de Prusse                                                    | 10 (Magdebourg)               | Theodor Weise                       |       | NSDAP |
| État libre de Prusse                                                    | 10 (Magdebourg)               | Hans von Tschammer und Osten        |       | NSDAP |
| État libre de Prusse                                                    | 10 (Magdebourg)               | Felix Jacke                         |       | NSDAP |
| État libre de Prusse                                                    | 10 (Magdebourg)               | Konrad Schragmüller                 |       | NSDAP |
| État libre de Prusse                                                    | 10 (Magdebourg)               | Karl Höltermann                     |       | SPD   |
| État libre de Prusse                                                    | 10 (Magdebourg)               | Gustav Ferl                         |       | SPD   |
| État libre de Prusse                                                    | 10 (Magdebourg)               | Ernst Reuter                        |       | SPD   |
| État libre de Prusse                                                    | 10 (Magdebourg)               | Gerhart Seger                       |       | SPD   |
| État libre de Prusse                                                    | 10 (Magdebourg)               | Fritz Baade                         |       | SPD   |
| État libre de Prusse                                                    | 10 (Magdebourg)               | Fritz Heckert                       |       | KPD   |
| État libre de Prusse                                                    | 10 (Magdebourg)               | Ernst Brandt                        |       | KPD   |
| État libre de Prusse                                                    | 10 (Magdebourg)               | Reinhard Schulze-Stapen             |       | DNVP  |
| État libre de Prusse                                                    | 11 (Mersebourg)               | Franz Stöhr                         |       | NSDAP |
| État libre de Prusse                                                    | 11 (Mersebourg)               | Ernst Schlange                      |       | NSDAP |
| État libre de Prusse                                                    | 11 (Mersebourg)               | Fritz Tiebel                        |       | NSDAP |
| État libre de Prusse                                                    | 11 (Mersebourg)               | Hans Wolkersdörfer                  |       | NSDAP |
| État libre de Prusse                                                    | 11 (Mersebourg)               | Joachim Wünning                     |       | NSDAP |
| État libre de Prusse                                                    | 11 (Mersebourg)               | Paul Hertz                          |       | SPD   |
| État libre de Prusse                                                    | 11 (Mersebourg)               | Franz Peters                        |       | SPD   |
| État libre de Prusse                                                    | 11 (Mersebourg)               | Albert Bergholz                     |       | SPD   |
| État libre de Prusse                                                    | 11 (Mersebourg)               | Otto Walter                         |       | KPD   |
| État libre de Prusse                                                    | 11 (Mersebourg)               | Marie Ahlers                        |       | KPD   |
| État libre de Prusse                                                    | 11 (Mersebourg)               | Fritz Emrich                        |       | KPD   |
| État libre de Prusse                                                    | 11 (Mersebourg)               | Thilo von Trotha                    |       | DNVP  |
| Land de Thuringe                                                        | 12 (Thuringe)                 | Wilhelm Frick                       |       | NSDAP |
| Land de Thuringe                                                        | 12 (Thuringe)                 | Gustav Zunkel                       |       | NSDAP |
| Land de Thuringe                                                        | 12 (Thuringe)                 | Oskar Trübenbach                    |       | NSDAP |
| Land de Thuringe                                                        | 12 (Thuringe)                 | Friedrich Triebel                   |       | NSDAP |
| Land de Thuringe                                                        | 12 (Thuringe)                 | Ernst Katzmann                      |       | NSDAP |
| Land de Thuringe                                                        | 12 (Thuringe)                 | Heinrich Himmler                    |       | NSDAP |
| Land de Thuringe                                                        | 12 (Thuringe)                 | Herbert Albrecht                    |       | NSDAP |
| Land de Thuringe                                                        | 12 (Thuringe)                 | Kurt Serbser                        |       | NSDAP |
| Land de Thuringe                                                        | 12 (Thuringe)                 | Kurt Günther                        |       | NSDAP |
| Land de Thuringe                                                        | 12 (Thuringe)                 | August Frölich                      |       | SPD   |
| Land de Thuringe                                                        | 12 (Thuringe)                 | Georg Dietrich                      |       | SPD   |
| Land de Thuringe                                                        | 12 (Thuringe)                 | Mathilde Wurm                       |       | SPD   |
| Land de Thuringe                                                        | 12 (Thuringe)                 | Franz Petrich                       |       | SPD   |
| Land de Thuringe                                                        | 12 (Thuringe)                 | Hermann Louis Brill                 |       | SPD   |
| Land de Thuringe                                                        | 12 (Thuringe)                 | Otto Schiek                         |       | KPD   |
| Land de Thuringe                                                        | 12 (Thuringe)                 | August Creutzburg                   |       | KPD   |
| Land de Thuringe                                                        | 12 (Thuringe)                 | Georg Schumann                      |       | KPD   |
| Land de Thuringe                                                        | 12 (Thuringe)                 | Helene Fleischer                    |       | KPD   |
| Land de Thuringe                                                        | 12 (Thuringe)                 | Joseph Pradel                       |       | ZEN   |
| Land de Thuringe                                                        | 12 (Thuringe)                 | Walther Graef                       |       | DNVP  |
| Land de Thuringe                                                        | 12 (Thuringe)                 | Albert Abicht                       |       | DNVP  |
| État libre de Prusse                                                    | 13 (Schleswig-Holstein)       | Hinrich Lohse                       |       | NSDAP |
| État libre de Prusse                                                    | 13 (Schleswig-Holstein)       | Martin Matthiessen                  |       | NSDAP |
| État libre de Prusse                                                    | 13 (Schleswig-Holstein)       | Bruno Stamer                        |       | NSDAP |
| État libre de Prusse                                                    | 13 (Schleswig-Holstein)       | Theodor Fründt                      |       | NSDAP |
| État libre de Prusse                                                    | 13 (Schleswig-Holstein)       | Adolf Thormählen                    |       | NSDAP |
| État libre de Prusse                                                    | 13 (Schleswig-Holstein)       | Ferdinand Schramm                   |       | NSDAP |
| État libre de Prusse                                                    | 13 (Schleswig-Holstein)       | Claus Hans                          |       | NSDAP |
| État libre de Prusse                                                    | 13 (Schleswig-Holstein)       | Paul Moder                          |       | NSDAP |
| État libre de Prusse                                                    | 13 (Schleswig-Holstein)       | Louise Schroeder                    |       | SPD   |
| État libre de Prusse                                                    | 13 (Schleswig-Holstein)       | Otto Eggerstedt                     |       | SPD   |
| État libre de Prusse                                                    | 13 (Schleswig-Holstein)       | Max Richter                         |       | SPD   |
| État libre de Prusse                                                    | 13 (Schleswig-Holstein)       | Louis Biester                       |       | SPD   |
| État libre de Prusse                                                    | 13 (Schleswig-Holstein)       | Christian Heuck                     |       | KPD   |
| État libre de Prusse                                                    | 13 (Schleswig-Holstein)       | Ernst Oberfohren                    |       | DNVP  |
| État libre de Prusse                                                    | 14 (Weser-Ems)                | Carl Röver                          |       | NSDAP |
| État libre de Prusse                                                    | 14 (Weser-Ems)                | Karl Poppe                          |       | NSDAP |
| État libre de Prusse                                                    | 14 (Weser-Ems)                | Kurt Thiele                         |       | NSDAP |
| État libre de Prusse                                                    | 14 (Weser-Ems)                | Heinrich Bohnens                    |       | NSDAP |
| État libre de Prusse                                                    | 14 (Weser-Ems)                | Otto Herzog                         |       | NSDAP |
| État libre de Prusse                                                    | 14 (Weser-Ems)                | Alfred Faust                        |       | SPD   |
| État libre de Prusse                                                    | 14 (Weser-Ems)                | Hermann Tempel                      |       | SPD   |
| État libre de Prusse                                                    | 14 (Weser-Ems)                | Oskar Hünlich                       |       | SPD   |
| État libre de Prusse                                                    | 14 (Weser-Ems)                | Robert Stamm                        |       | KPD   |
| État libre de Prusse                                                    | 14 (Weser-Ems)                | Johannes Drees                      |       | ZEN   |
| État libre de Prusse                                                    | 14 (Weser-Ems)                | August Wegmann                      |       | ZEN   |
| État libre de Prusse                                                    | 14 (Weser-Ems)                | Dirk Agena                          |       | DNVP  |
| État libre de Prusse                                                    | 15 (Hanovre-Oriental)         | Otto Telschow                       |       | NSDAP |
| État libre de Prusse                                                    | 15 (Hanovre-Oriental)         | Georg Weidenhöfer                   |       | NSDAP |
| État libre de Prusse                                                    | 15 (Hanovre-Oriental)         | Erich Hasse                         |       | NSDAP |
| État libre de Prusse                                                    | 15 (Hanovre-Oriental)         | Paul Brusch                         |       | NSDAP |
| État libre de Prusse                                                    | 15 (Hanovre-Oriental)         | Hermann Schulze                     |       | NSDAP |
| État libre de Prusse                                                    | 15 (Hanovre-Oriental)         | Friedrich Peine                     |       | SPD   |
| État libre de Prusse                                                    | 15 (Hanovre-Oriental)         | Friedrich Nowack                    |       | SPD   |
| État libre de Prusse                                                    | 15 (Hanovre-Oriental)         | Adele Schreiber-Krieger             |       | SPD   |
| État libre de Prusse                                                    | 15 (Hanovre-Oriental)         | Herbert Warnke                      |       | KPD   |
| État libre de Prusse                                                    | 15 (Hanovre-Oriental)         | Otto Schmidt-Hannover               |       | DNVP  |
| État libre de Prusse                                                    | 16 (Hanovre-du-Sud-Brunswick) | Bernhard Rust                       |       | NSDAP |
| État libre de Prusse                                                    | 16 (Hanovre-du-Sud-Brunswick) | Werner Willikens                    |       | NSDAP |
| État libre de Prusse                                                    | 16 (Hanovre-du-Sud-Brunswick) | Albert Leister                      |       | NSDAP |
| État libre de Prusse                                                    | 16 (Hanovre-du-Sud-Brunswick) | Berthold Karwahne                   |       | NSDAP |
| État libre de Prusse                                                    | 16 (Hanovre-du-Sud-Brunswick) | Viktor Lutze                        |       | NSDAP |
| État libre de Prusse                                                    | 16 (Hanovre-du-Sud-Brunswick) | Ernst Zörner                        |       | NSDAP |
| État libre de Prusse                                                    | 16 (Hanovre-du-Sud-Brunswick) | Jann Blankemeyer                    |       | NSDAP |
| État libre de Prusse                                                    | 16 (Hanovre-du-Sud-Brunswick) | Heinrich Soest                      |       | NSDAP |
| État libre de Prusse                                                    | 16 (Hanovre-du-Sud-Brunswick) | Friedrich Jeckeln                   |       | NSDAP |
| État libre de Prusse                                                    | 16 (Hanovre-du-Sud-Brunswick) | Richard Partzsch                    |       | SPD   |
| État libre de Prusse                                                    | 16 (Hanovre-du-Sud-Brunswick) | Otto Grotewohl                      |       | SPD   |
| État libre de Prusse                                                    | 16 (Hanovre-du-Sud-Brunswick) | Anna Zammert                        |       | SPD   |
| État libre de Prusse                                                    | 16 (Hanovre-du-Sud-Brunswick) | August Karsten                      |       | SPD   |
| État libre de Prusse                                                    | 16 (Hanovre-du-Sud-Brunswick) | Karl Raloff                         |       | SPD   |
| État libre de Prusse                                                    | 16 (Hanovre-du-Sud-Brunswick) | Albert Rohloff                      |       | SPD   |
| État libre de Prusse                                                    | 16 (Hanovre-du-Sud-Brunswick) | Maria Reese                         |       | KPD   |
| État libre de Prusse                                                    | 16 (Hanovre-du-Sud-Brunswick) | Wilhelm Offenstein                  |       | ZEN   |
| État libre de Prusse                                                    | 16 (Hanovre-du-Sud-Brunswick) | Erich Wienbeck                      |       | DNVP  |
| État libre de Prusse                                                    | 17 (Westphalie-du-Nord)       | Friedrich Homann                    |       | NSDAP |
| État libre de Prusse                                                    | 17 (Westphalie-du-Nord)       | Hans-Adolf Prützmann                |       | NSDAP |
| État libre de Prusse                                                    | 17 (Westphalie-du-Nord)       | Paul Schmidt                        |       | NSDAP |
| État libre de Prusse                                                    | 17 (Westphalie-du-Nord)       | Heinrich Göckenjan                  |       | NSDAP |
| État libre de Prusse                                                    | 17 (Westphalie-du-Nord)       | Heinrich August Knickmann           |       | NSDAP |
| État libre de Prusse                                                    | 17 (Westphalie-du-Nord)       | Ernst Krappe                        |       | NSDAP |
| État libre de Prusse                                                    | 17 (Westphalie-du-Nord)       | Carl Severing                       |       | SPD   |
| État libre de Prusse                                                    | 17 (Westphalie-du-Nord)       | Carl Schreck                        |       | SPD   |
| État libre de Prusse                                                    | 17 (Westphalie-du-Nord)       | Alfred Janschek                     |       | SPD   |
| État libre de Prusse                                                    | 17 (Westphalie-du-Nord)       | Julius Finke                        |       | SPD   |
| État libre de Prusse                                                    | 17 (Westphalie-du-Nord)       | Wilhelm Florin                      |       | KPD   |
| État libre de Prusse                                                    | 17 (Westphalie-du-Nord)       | Mathias Thesen                      |       | KPD   |
| État libre de Prusse                                                    | 17 (Westphalie-du-Nord)       | Julius Adler                        |       | KPD   |
| État libre de Prusse                                                    | 17 (Westphalie-du-Nord)       | Adam Stegerwald                     |       | ZEN   |
| État libre de Prusse                                                    | 17 (Westphalie-du-Nord)       | Georg Schreiber                     |       | ZEN   |
| État libre de Prusse                                                    | 17 (Westphalie-du-Nord)       | Franz Bornefeld-Ettmann             |       | ZEN   |
| État libre de Prusse                                                    | 17 (Westphalie-du-Nord)       | Franz Bielefeld                     |       | ZEN   |
| État libre de Prusse                                                    | 17 (Westphalie-du-Nord)       | Franz Riesener                      |       | ZEN   |
| État libre de Prusse                                                    | 17 (Westphalie-du-Nord)       | Anton Kampschulte                   |       | ZEN   |
| État libre de Prusse                                                    | 17 (Westphalie-du-Nord)       | Heinrich Schulte-Uhlenbruch         |       | ZEN   |
| État libre de Prusse                                                    | 17 (Westphalie-du-Nord)       | Helene Drießen                      |       | ZEN   |
| État libre de Prusse                                                    | 18 (Westphalie-du-Sud)        | Josef Wagner                        |       | NSDAP |
| État libre de Prusse                                                    | 18 (Westphalie-du-Sud)        | Emil Stürtz                         |       | NSDAP |
| État libre de Prusse                                                    | 18 (Westphalie-du-Sud)        | Heinrich Vetter                     |       | NSDAP |
| État libre de Prusse                                                    | 18 (Westphalie-du-Sud)        | Friedrich Helmich                   |       | NSDAP |
| État libre de Prusse                                                    | 18 (Westphalie-du-Sud)        | Ernst Riemenschneider               |       | NSDAP |
| État libre de Prusse                                                    | 18 (Westphalie-du-Sud)        | Friedrich Wilhelm Müller            |       | NSDAP |
| État libre de Prusse                                                    | 18 (Westphalie-du-Sud)        | Friedrich Ernst Husemann            |       | SPD   |
| État libre de Prusse                                                    | 18 (Westphalie-du-Sud)        | Alwin Brandes                       |       | SPD   |
| État libre de Prusse                                                    | 18 (Westphalie-du-Sud)        | Fritz Henßler                       |       | SPD   |
| État libre de Prusse                                                    | 18 (Westphalie-du-Sud)        | Berta Schulz                        |       | SPD   |
| État libre de Prusse                                                    | 18 (Westphalie-du-Sud)        | Willi Agatz                         |       | KPD   |
| État libre de Prusse                                                    | 18 (Westphalie-du-Sud)        | Walter Oettinghaus                  |       | KPD   |
| État libre de Prusse                                                    | 18 (Westphalie-du-Sud)        | Willi Koska                         |       | KPD   |
| État libre de Prusse                                                    | 18 (Westphalie-du-Sud)        | Lotte Zinke                         |       | KPD   |
| État libre de Prusse                                                    | 18 (Westphalie-du-Sud)        | Wilhelm Spicher                     |       | KPD   |
| État libre de Prusse                                                    | 18 (Westphalie-du-Sud)        | Heinrich Imbusch                    |       | ZEN   |
| État libre de Prusse                                                    | 18 (Westphalie-du-Sud)        | Heinrich Josef Schmidt              |       | ZEN   |
| État libre de Prusse                                                    | 18 (Westphalie-du-Sud)        | Johannes Becker                     |       | ZEN   |
| État libre de Prusse                                                    | 18 (Westphalie-du-Sud)        | Elisabeth Zillken                   |       | ZEN   |
| État libre de Prusse                                                    | 18 (Westphalie-du-Sud)        | Josef Weiser                        |       | ZEN   |
| État libre de Prusse                                                    | 18 (Westphalie-du-Sud)        | Eduard Stadtler                     |       | DNVP  |
| État libre de Prusse                                                    | 18 (Westphalie-du-Sud)        | Albert Schmidt                      |       | CSVD  |
| État libre de Prusse                                                    | 19 (Hesse-Nassau)             | Jakob Sprenger                      |       | NSDAP |
| État libre de Prusse                                                    | 19 (Hesse-Nassau)             | Fritz Weitzel                       |       | NSDAP |
| État libre de Prusse                                                    | 19 (Hesse-Nassau)             | Walther Seidler                     |       | NSDAP |
| État libre de Prusse                                                    | 19 (Hesse-Nassau)             | Karl Linder                         |       | NSDAP |
| État libre de Prusse                                                    | 19 (Hesse-Nassau)             | Curt von Ulrich                     |       | NSDAP |
| État libre de Prusse                                                    | 19 (Hesse-Nassau)             | Hanns Oberlindober                  |       | NSDAP |
| État libre de Prusse                                                    | 19 (Hesse-Nassau)             | Fritz Schmidt                       |       | NSDAP |
| État libre de Prusse                                                    | 19 (Hesse-Nassau)             | Adolf Beckerle                      |       | NSDAP |
| État libre de Prusse                                                    | 19 (Hesse-Nassau)             | Fritz Lengemann                     |       | NSDAP |
| État libre de Prusse                                                    | 19 (Hesse-Nassau)             | Johannes Puth                       |       | NSDAP |
| État libre de Prusse                                                    | 19 (Hesse-Nassau)             | Philipp Scheidemann                 |       | SPD   |
| État libre de Prusse                                                    | 19 (Hesse-Nassau)             | Franz Metz                          |       | SPD   |
| État libre de Prusse                                                    | 19 (Hesse-Nassau)             | Heinrich Becker                     |       | SPD   |
| État libre de Prusse                                                    | 19 (Hesse-Nassau)             | Michael Schnabrich                  |       | SPD   |
| État libre de Prusse                                                    | 19 (Hesse-Nassau)             | Otto Witte                          |       | SPD   |
| État libre de Prusse                                                    | 19 (Hesse-Nassau)             | Wilhelm Münzenberg                  |       | KPD   |
| État libre de Prusse                                                    | 19 (Hesse-Nassau)             | Karl Barthel                        |       | KPD   |
| État libre de Prusse                                                    | 19 (Hesse-Nassau)             | Franziska Kessel                    |       | KPD   |
| État libre de Prusse                                                    | 19 (Hesse-Nassau)             | Friedrich Dessauer                  |       | ZEN   |
| État libre de Prusse                                                    | 19 (Hesse-Nassau)             | August Crone-Münzebrock             |       | ZEN   |
| État libre de Prusse                                                    | 19 (Hesse-Nassau)             | Jean Albert Schwarz                 |       | ZEN   |
| État libre de Prusse                                                    | 19 (Hesse-Nassau)             | Oskar Hergt                         |       | DNVP  |
| État libre de Prusse                                                    | 20 (Aix-la-Chapelle-Cologne)  | Robert Ley                          |       | NSDAP |
| État libre de Prusse                                                    | 20 (Aix-la-Chapelle-Cologne)  | Richard Schaller                    |       | NSDAP |
| État libre de Prusse                                                    | 20 (Aix-la-Chapelle-Cologne)  | Rudolf Schmeer                      |       | NSDAP |
| État libre de Prusse                                                    | 20 (Aix-la-Chapelle-Cologne)  | Lucian Wysocki                      |       | NSDAP |
| État libre de Prusse                                                    | 20 (Aix-la-Chapelle-Cologne)  | Wilhelm Sollmann                    |       | SPD   |
| État libre de Prusse                                                    | 20 (Aix-la-Chapelle-Cologne)  | Hans Böckler                        |       | SPD   |
| État libre de Prusse                                                    | 20 (Aix-la-Chapelle-Cologne)  | Hans Kappertz                       |       | SPD   |
| État libre de Prusse                                                    | 20 (Aix-la-Chapelle-Cologne)  | Lisa Ullrich                        |       | KPD   |
| État libre de Prusse                                                    | 20 (Aix-la-Chapelle-Cologne)  | Wilhelm Pinnecke                    |       | KPD   |
| État libre de Prusse                                                    | 20 (Aix-la-Chapelle-Cologne)  | Nikolaus Thielen                    |       | KPD   |
| État libre de Prusse                                                    | 20 (Aix-la-Chapelle-Cologne)  | Joseph Joos                         |       | ZEN   |
| État libre de Prusse                                                    | 20 (Aix-la-Chapelle-Cologne)  | Christine Teusch                    |       | ZEN   |
| État libre de Prusse                                                    | 20 (Aix-la-Chapelle-Cologne)  | Andreas Hermes                      |       | ZEN   |
| État libre de Prusse                                                    | 20 (Aix-la-Chapelle-Cologne)  | Thomas Eßer                         |       | ZEN   |
| État libre de Prusse                                                    | 20 (Aix-la-Chapelle-Cologne)  | Johann Ernst                        |       | ZEN   |
| État libre de Prusse                                                    | 20 (Aix-la-Chapelle-Cologne)  | Otto Gerig                          |       | ZEN   |
| État libre de Prusse                                                    | 20 (Aix-la-Chapelle-Cologne)  | Rudolf Schetter                     |       | ZEN   |
| État libre de Prusse                                                    | 20 (Aix-la-Chapelle-Cologne)  | August Asmuth                       |       | ZEN   |
| État libre de Prusse                                                    | 21 (Coblence-Trèves)          | Gustav Simon                        |       | NSDAP |
| État libre de Prusse                                                    | 21 (Coblence-Trèves)          | Ernst Ludwig Pies                   |       | NSDAP |
| État libre de Prusse                                                    | 21 (Coblence-Trèves)          | Carl Zenner                         |       | NSDAP |
| État libre de Prusse                                                    | 21 (Coblence-Trèves)          | Emil Kirschmann                     |       | SPD   |
| État libre de Prusse                                                    | 21 (Coblence-Trèves)          | Ernst Busse                         |       | KPD   |
| État libre de Prusse                                                    | 21 (Coblence-Trèves)          | Eduard Verhülsdonk                  |       | ZEN   |
| État libre de Prusse                                                    | 21 (Coblence-Trèves)          | Matthias Neyses                     |       | ZEN   |
| État libre de Prusse                                                    | 21 (Coblence-Trèves)          | Peter Tremmel                       |       | ZEN   |
| État libre de Prusse                                                    | 21 (Coblence-Trèves)          | Paul Gibbert                        |       | ZEN   |
| État libre de Prusse                                                    | 21 (Coblence-Trèves)          | Else Peerenboom                     |       | ZEN   |
| État libre de Prusse                                                    | 22 (Düsseldorf-Est)           | Friedrich Karl Florian              |       | NSDAP |
| État libre de Prusse                                                    | 22 (Düsseldorf-Est)           | Willi Veller                        |       | NSDAP |
| État libre de Prusse                                                    | 22 (Düsseldorf-Est)           | Wilhelm Börger                      |       | NSDAP |
| État libre de Prusse                                                    | 22 (Düsseldorf-Est)           | Theodor Oppermann                   |       | NSDAP |
| État libre de Prusse                                                    | 22 (Düsseldorf-Est)           | Josef Klein                         |       | NSDAP |
| État libre de Prusse                                                    | 22 (Düsseldorf-Est)           | Werner Scheibner                    |       | NSDAP |
| État libre de Prusse                                                    | 22 (Düsseldorf-Est)           | Heinrich Limbertz                   |       | SPD   |
| État libre de Prusse                                                    | 22 (Düsseldorf-Est)           | Lore Agnes                          |       | SPD   |
| État libre de Prusse                                                    | 22 (Düsseldorf-Est)           | Rudolf Hennig                       |       | KPD   |
| État libre de Prusse                                                    | 22 (Düsseldorf-Est)           | Helene Overlach                     |       | KPD   |
| État libre de Prusse                                                    | 22 (Düsseldorf-Est)           | Hugo Paul                           |       | KPD   |
| État libre de Prusse                                                    | 22 (Düsseldorf-Est)           | Konrad Skrentny                     |       | KPD   |
| État libre de Prusse                                                    | 22 (Düsseldorf-Est)           | Carl Muhsall                        |       | KPD   |
| État libre de Prusse                                                    | 22 (Düsseldorf-Est)           | Walter Frank                        |       | KPD   |
| État libre de Prusse                                                    | 22 (Düsseldorf-Est)           | Johannes Giesberts                  |       | ZEN   |
| État libre de Prusse                                                    | 22 (Düsseldorf-Est)           | Helene Weber                        |       | ZEN   |
| État libre de Prusse                                                    | 22 (Düsseldorf-Est)           | Peter Schlack                       |       | ZEN   |
| État libre de Prusse                                                    | 22 (Düsseldorf-Est)           | Ernst Schnitzler                    |       | ZEN   |
| État libre de Prusse                                                    | 22 (Düsseldorf-Est)           | Martin Spahn                        |       | DNVP  |
| État libre de Prusse                                                    | 23 (Düsseldorf-Ouest)         | Josef Terboven                      |       | NSDAP |
| État libre de Prusse                                                    | 23 (Düsseldorf-Ouest)         | Max Luyken                          |       | NSDAP |
| État libre de Prusse                                                    | 23 (Düsseldorf-Ouest)         | Fritz Johlitz                       |       | NSDAP |
| État libre de Prusse                                                    | 23 (Düsseldorf-Ouest)         | Karl Michael Gutenberger            |       | NSDAP |
| État libre de Prusse                                                    | 23 (Düsseldorf-Ouest)         | Paul Gerlach                        |       | SPD   |
| État libre de Prusse                                                    | 23 (Düsseldorf-Ouest)         | Johannes Thabor                     |       | SPD   |
| État libre de Prusse                                                    | 23 (Düsseldorf-Ouest)         | Fritz Schulte                       |       | KPD   |
| État libre de Prusse                                                    | 23 (Düsseldorf-Ouest)         | Artur Becker                        |       | KPD   |
| État libre de Prusse                                                    | 23 (Düsseldorf-Ouest)         | Gerd Horseling                      |       | KPD   |
| État libre de Prusse                                                    | 23 (Düsseldorf-Ouest)         | Johannes Bell                       |       | ZEN   |
| État libre de Prusse                                                    | 23 (Düsseldorf-Ouest)         | Franz Wieber                        |       | ZEN   |
| État libre de Prusse                                                    | 23 (Düsseldorf-Ouest)         | Johannes Blum                       |       | ZEN   |
| État libre de Prusse                                                    | 23 (Düsseldorf-Ouest)         | Peter Wages                         |       | ZEN   |
| État libre de Prusse                                                    | 23 (Düsseldorf-Ouest)         | Heinrich Fahrenbrach                |       | ZEN   |
| État libre de Prusse                                                    | 23 (Düsseldorf-Ouest)         | Joseph Zorn                         |       | ZEN   |
| État libre de Prusse                                                    | 23 (Düsseldorf-Ouest)         | Wilhelm Koch                        |       | DNVP  |
| Bavière                                                                 | 24 (Haute-Bavière-Souabe)     | Fritz Reinhardt                     |       | NSDAP |
| Bavière                                                                 | 24 (Haute-Bavière-Souabe)     | Wilhelm Schwarz                     |       | NSDAP |
| Bavière                                                                 | 24 (Haute-Bavière-Souabe)     | Josef Dietrich                      |       | NSDAP |
| Bavière                                                                 | 24 (Haute-Bavière-Souabe)     | Artur Holzmann                      |       | NSDAP |
| Bavière                                                                 | 24 (Haute-Bavière-Souabe)     | Hanns Bunge                         |       | NSDAP |
| Bavière                                                                 | 24 (Haute-Bavière-Souabe)     | Johann Deininger                    |       | NSDAP |
| Bavière                                                                 | 24 (Haute-Bavière-Souabe)     | Wilhelm Hoegner                     |       | SPD   |
| Bavière                                                                 | 24 (Haute-Bavière-Souabe)     | Georg Simon                         |       | SPD   |
| Bavière                                                                 | 24 (Haute-Bavière-Souabe)     | Hans Unterleitner                   |       | SPD   |
| Bavière                                                                 | 24 (Haute-Bavière-Souabe)     | Hans Beimler                        |       | KPD   |
| Bavière                                                                 | 24 (Haute-Bavière-Souabe)     | Ernst Putz                          |       | KPD   |
| Bavière                                                                 | 24 (Haute-Bavière-Souabe)     | Michael Horlacher                   |       | BVP   |
| Bavière                                                                 | 24 (Haute-Bavière-Souabe)     | Hans Rauch                          |       | BVP   |
| Bavière                                                                 | 24 (Haute-Bavière-Souabe)     | Martin Loibl                        |       | BVP   |
| Bavière                                                                 | 24 (Haute-Bavière-Souabe)     | Rudolf Schwarzer                    |       | BVP   |
| Bavière                                                                 | 24 (Haute-Bavière-Souabe)     | Fridolin Rothermel                  |       | BVP   |
| Bavière                                                                 | 24 (Haute-Bavière-Souabe)     | Erich Emminger                      |       | BVP   |
| Bavière                                                                 | 24 (Haute-Bavière-Souabe)     | Hans Stimmer                        |       | BVP   |
| Bavière                                                                 | 24 (Haute-Bavière-Souabe)     | Eugen von Quadt zu Wykradt und Isny |       | BVP   |
| Bavière                                                                 | 24 (Haute-Bavière-Souabe)     | Anton Fehr                          |       | DBP   |
| Bavière                                                                 | 25 (Basse-Bavière)            | Hans Georg Hofmann                  |       | NSDAP |
| Bavière                                                                 | 25 (Basse-Bavière)            | Otto Erbersdobler                   |       | NSDAP |
| Bavière                                                                 | 25 (Basse-Bavière)            | Toni Pfülf                          |       | SPD   |
| Bavière                                                                 | 25 (Basse-Bavière)            | Joseph Pfleger                      |       | BVP   |
| Bavière                                                                 | 25 (Basse-Bavière)            | Joseph Sturm                        |       | BVP   |
| Bavière                                                                 | 25 (Basse-Bavière)            | Michael Helmerich                   |       | BVP   |
| Bavière                                                                 | 25 (Basse-Bavière)            | Otto Graf                           |       | BVP   |
| Bavière                                                                 | 25 (Basse-Bavière)            | Heinrich Brandl                     |       | BVP   |
| Bavière                                                                 | 25 (Basse-Bavière)            | Josef Piechl                        |       | DBP   |
| Bavière                                                                 | 26 (Franconie)                | Franz von Epp                       |       | NSDAP |
| Bavière                                                                 | 26 (Franconie)                | Julius Streicher                    |       | NSDAP |
| Bavière                                                                 | 26 (Franconie)                | Hans Schemm                         |       | NSDAP |
| Bavière                                                                 | 26 (Franconie)                | Wilhelm Stegmann                    |       | NSDAP |
| Bavière                                                                 | 26 (Franconie)                | Albert Forster                      |       | NSDAP |
| Bavière                                                                 | 26 (Franconie)                | Adolf Hergenröder                   |       | NSDAP |
| Bavière                                                                 | 26 (Franconie)                | Fritz Schuberth                     |       | NSDAP |
| Bavière                                                                 | 26 (Franconie)                | Robert Bergmann                     |       | NSDAP |
| Bavière                                                                 | 26 (Franconie)                | Heinrich Hager                      |       | NSDAP |
| Bavière                                                                 | 26 (Franconie)                | Johann Vogel                        |       | SPD   |
| Bavière                                                                 | 26 (Franconie)                | Hans Dill                           |       | SPD   |
| Bavière                                                                 | 26 (Franconie)                | Friedrich Puchta                    |       | SPD   |
| Bavière                                                                 | 26 (Franconie)                | Fritz Soldmann                      |       | SPD   |
| Bavière                                                                 | 26 (Franconie)                | Ernst Schneppenhorst                |       | SPD   |
| Bavière                                                                 | 26 (Franconie)                | Johann Meyer                        |       | KPD   |
| Bavière                                                                 | 26 (Franconie)                | Friedrich Lent                      |       | DNVP  |
| Bavière                                                                 | 26 (Franconie)                | Johann Leicht                       |       | BVP   |
| Bavière                                                                 | 26 (Franconie)                | Franz Herbert                       |       | BVP   |
| Bavière                                                                 | 26 (Franconie)                | Karl Troßmann                       |       | BVP   |
| Bavière                                                                 | 26 (Franconie)                | Hubert Korbacher                    |       | BVP   |
| Bavière                                                                 | 26 (Franconie)                | Friedrich Huth                      |       | BVP   |
| Bavière                                                                 | 26 (Franconie)                | Hugo Karpf                          |       | BVP   |
| Bavière                                                                 | 27 (Palatinat)                | Josef Bürckel                       |       | NSDAP |
| Bavière                                                                 | 27 (Palatinat)                | Ludwig Schickert                    |       | NSDAP |
| Bavière                                                                 | 27 (Palatinat)                | Nikolaus Selzner                    |       | NSDAP |
| Bavière                                                                 | 27 (Palatinat)                | Rudolf Ramm                         |       | NSDAP |
| Bavière                                                                 | 27 (Palatinat)                | Friedrich Wilhelm Wagner            |       | SPD   |
| Bavière                                                                 | 27 (Palatinat)                | Eugen Herbst                        |       | KPD   |
| Bavière                                                                 | 27 (Palatinat)                | Hermann Hofmann                     |       | ZEN   |
| Bavière                                                                 | 27 (Palatinat)                | Michael Bayersdörfer                |       | BVP   |
| État libre de Saxe                                                      | 28 (Dresde-Bautzen)           | Gregor Straßer                      |       | NSDAP |
| État libre de Saxe                                                      | 28 (Dresde-Bautzen)           | Eugen Holdinghausen                 |       | NSDAP |
| État libre de Saxe                                                      | 28 (Dresde-Bautzen)           | Hellmut Körner                      |       | NSDAP |
| État libre de Saxe                                                      | 28 (Dresde-Bautzen)           | Manfred von Killinger               |       | NSDAP |
| État libre de Saxe                                                      | 28 (Dresde-Bautzen)           | Hans Reiter                         |       | NSDAP |
| État libre de Saxe                                                      | 28 (Dresde-Bautzen)           | Paul Hocheisen                      |       | NSDAP |
| État libre de Saxe                                                      | 28 (Dresde-Bautzen)           | Günther Ziegler                     |       | NSDAP |
| État libre de Saxe                                                      | 28 (Dresde-Bautzen)           | Tony Sender                         |       | SPD   |
| État libre de Saxe                                                      | 28 (Dresde-Bautzen)           | Arthur Arzt                         |       | SPD   |
| État libre de Saxe                                                      | 28 (Dresde-Bautzen)           | Alfred Dobbert                      |       | SPD   |
| État libre de Saxe                                                      | 28 (Dresde-Bautzen)           | Hermann Fleißner                    |       | SPD   |
| État libre de Saxe                                                      | 28 (Dresde-Bautzen)           | Hermann Krätzig                     |       | SPD   |
| État libre de Saxe                                                      | 28 (Dresde-Bautzen)           | Johannes Schirmer                   |       | SPD   |
| État libre de Saxe                                                      | 28 (Dresde-Bautzen)           | Siegfried Rädel                     |       | KPD   |
| État libre de Saxe                                                      | 28 (Dresde-Bautzen)           | Hugo Gräf                           |       | KPD   |
| État libre de Saxe                                                      | 28 (Dresde-Bautzen)           | Olga Körner                         |       | KPD   |
| État libre de Saxe                                                      | 28 (Dresde-Bautzen)           | Paul Bang                           |       | DNVP  |
| État libre de Saxe                                                      | 28 (Dresde-Bautzen)           | Rudolph Schneider                   |       | DVP   |
| État libre de Saxe                                                      | 29 (Leipzig)                  | Gottfried Feder                     |       | NSDAP |
| État libre de Saxe                                                      | 29 (Leipzig)                  | Ernst Wegner                        |       | NSDAP |
| État libre de Saxe                                                      | 29 (Leipzig)                  | Wilhelm Schroeder                   |       | NSDAP |
| État libre de Saxe                                                      | 29 (Leipzig)                  | Ernst-Heinrich Schmauser            |       | NSDAP |
| État libre de Saxe                                                      | 29 (Leipzig)                  | Joseph Seydel                       |       | NSDAP |
| État libre de Saxe                                                      | 29 (Leipzig)                  | Richard Lipinski                    |       | SPD   |
| État libre de Saxe                                                      | 29 (Leipzig)                  | Hugo Saupe                          |       | SPD   |
| État libre de Saxe                                                      | 29 (Leipzig)                  | Georg Engelbert Graf                |       | SPD   |
| État libre de Saxe                                                      | 29 (Leipzig)                  | Margarethe Starrmann                |       | SPD   |
| État libre de Saxe                                                      | 29 (Leipzig)                  | Friedrich Selbmann                  |       | KPD   |
| État libre de Saxe                                                      | 29 (Leipzig)                  | Hans Kippenberger                   |       | KPD   |
| État libre de Saxe                                                      | 30 (Chemnitz-Zwickau)         | Martin Mutschmann                   |       | NSDAP |
| État libre de Saxe                                                      | 30 (Chemnitz-Zwickau)         | Arthur Heß                          |       | NSDAP |
| État libre de Saxe                                                      | 30 (Chemnitz-Zwickau)         | Georg Lenk                          |       | NSDAP |
| État libre de Saxe                                                      | 30 (Chemnitz-Zwickau)         | Martin Jordan                       |       | NSDAP |
| État libre de Saxe                                                      | 30 (Chemnitz-Zwickau)         | Michael Heuschneider                |       | NSDAP |
| État libre de Saxe                                                      | 30 (Chemnitz-Zwickau)         | Franz Pillmayer                     |       | NSDAP |
| État libre de Saxe                                                      | 30 (Chemnitz-Zwickau)         | Herbert Ender                       |       | NSDAP |
| État libre de Saxe                                                      | 30 (Chemnitz-Zwickau)         | Ernst Paul Stiehler                 |       | NSDAP |
| État libre de Saxe                                                      | 30 (Chemnitz-Zwickau)         | Ewald Dost                          |       | NSDAP |
| État libre de Saxe                                                      | 30 (Chemnitz-Zwickau)         | Kurt Uhlig                          |       | SPD   |
| État libre de Saxe                                                      | 30 (Chemnitz-Zwickau)         | Georg Graupe                        |       | SPD   |
| État libre de Saxe                                                      | 30 (Chemnitz-Zwickau)         | Bernhard Kuhnt                      |       | SPD   |
| État libre de Saxe                                                      | 30 (Chemnitz-Zwickau)         | Erwin Hartsch                       |       | SPD   |
| État libre de Saxe                                                      | 30 (Chemnitz-Zwickau)         | Ernst Schneller                     |       | KPD   |
| État libre de Saxe                                                      | 30 (Chemnitz-Zwickau)         | Johanna Himmler                     |       | KPD   |
| État libre de Saxe                                                      | 30 (Chemnitz-Zwickau)         | Ernst Grube                         |       | KPD   |
| État libre de Saxe                                                      | 30 (Chemnitz-Zwickau)         | Albert Janka                        |       | KPD   |
| État libre de Saxe                                                      | 30 (Chemnitz-Zwickau)         | Bruno Doehring                      |       | DNVP  |
| État libre populaire de Wurtemberg                                      | 31 (Wurtemberg)               | Wilhelm Dreher                      |       | NSDAP |
| État libre populaire de Wurtemberg                                      | 31 (Wurtemberg)               | Heinrich Grund                      |       | NSDAP |
| État libre populaire de Wurtemberg                                      | 31 (Wurtemberg)               | Dietrich von Jagow                  |       | NSDAP |
| État libre populaire de Wurtemberg                                      | 31 (Wurtemberg)               | Fritz Kiehn                         |       | NSDAP |
| État libre populaire de Wurtemberg                                      | 31 (Wurtemberg)               | Vinzenz Stehle                      |       | NSDAP |
| État libre populaire de Wurtemberg                                      | 31 (Wurtemberg)               | Robert Zeller                       |       | NSDAP |
| État libre populaire de Wurtemberg                                      | 31 (Wurtemberg)               | Josef Malzer                        |       | NSDAP |
| État libre populaire de Wurtemberg                                      | 31 (Wurtemberg)               | Wilhelm Keil                        |       | SPD   |
| État libre populaire de Wurtemberg                                      | 31 (Wurtemberg)               | Erich Roßmann                       |       | SPD   |
| État libre populaire de Wurtemberg                                      | 31 (Wurtemberg)               | Kurt Schumacher                     |       | SPD   |
| État libre populaire de Wurtemberg                                      | 31 (Wurtemberg)               | Karl Hildenbrand                    |       | SPD   |
| État libre populaire de Wurtemberg                                      | 31 (Wurtemberg)               | Clara Zetkin                        |       | KPD   |
| État libre populaire de Wurtemberg                                      | 31 (Wurtemberg)               | Albert Buchmann                     |       | KPD   |
| État libre populaire de Wurtemberg                                      | 31 (Wurtemberg)               | Eugen Bolz                          |       | ZEN   |
| État libre populaire de Wurtemberg                                      | 31 (Wurtemberg)               | Oskar Farny                         |       | ZEN   |
| État libre populaire de Wurtemberg                                      | 31 (Wurtemberg)               | Johannes Groß                       |       | ZEN   |
| État libre populaire de Wurtemberg                                      | 31 (Wurtemberg)               | Franz Wiedemeier                    |       | ZEN   |
| État libre populaire de Wurtemberg                                      | 31 (Wurtemberg)               | Hermann Ott                         |       | ZEN   |
| État libre populaire de Wurtemberg                                      | 31 (Wurtemberg)               | Fritz Wider                         |       | DNVP  |
| État libre populaire de Wurtemberg                                      | 31 (Wurtemberg)               | Theodor Heuss                       |       | DStP  |
| État libre populaire de Wurtemberg                                      | 31 (Wurtemberg)               | Wilhelm Simpfendörfer               |       | CSVD  |
| État libre populaire de Wurtemberg                                      | 31 (Wurtemberg)               | Heinrich Haag                       |       | DL    |
| République de Bade                                                      | 32 (Bade)                     | Robert Roth                         |       | NSDAP |
| République de Bade                                                      | 32 (Bade)                     | Johannes Rupp                       |       | NSDAP |
| République de Bade                                                      | 32 (Bade)                     | Hanns Ludin                         |       | NSDAP |
| République de Bade                                                      | 32 (Bade)                     | Otto Wetzel                         |       | NSDAP |
| République de Bade                                                      | 32 (Bade)                     | Ludwig Huber                        |       | NSDAP |
| République de Bade                                                      | 32 (Bade)                     | Willy Ziegler                       |       | NSDAP |
| République de Bade                                                      | 32 (Bade)                     | Hans Helwig                         |       | NSDAP |
| République de Bade                                                      | 32 (Bade)                     | Adam Remmele                        |       | SPD   |
| République de Bade                                                      | 32 (Bade)                     | Robert Roth                         |       | SPD   |
| République de Bade                                                      | 32 (Bade)                     | Stefan Meier                        |       | SPD   |
| République de Bade                                                      | 32 (Bade)                     | Franz Doll                          |       | KPD   |
| République de Bade                                                      | 32 (Bade)                     | Walter Chemnitz                     |       | KPD   |
| République de Bade                                                      | 32 (Bade)                     | Ernst Föhr                          |       | ZEN   |
| République de Bade                                                      | 32 (Bade)                     | Josef Schmitt                       |       | ZEN   |
| République de Bade                                                      | 32 (Bade)                     | Joseph Ersing                       |       | ZEN   |
| République de Bade                                                      | 32 (Bade)                     | Albert Hackelsberger                |       | ZEN   |
| République de Bade                                                      | 32 (Bade)                     | Clara Siebert                       |       | ZEN   |
| État populaire de Hesse                                                 | 33 (Hesse-Darmstadt)          | Karl Lenz                           |       | NSDAP |
| État populaire de Hesse                                                 | 33 (Hesse-Darmstadt)          | Fritz Kern                          |       | NSDAP |
| État populaire de Hesse                                                 | 33 (Hesse-Darmstadt)          | Ludwig Münchmeyer                   |       | NSDAP |
| État populaire de Hesse                                                 | 33 (Hesse-Darmstadt)          | Alfred Rosenberg                    |       | NSDAP |
| État populaire de Hesse                                                 | 33 (Hesse-Darmstadt)          | August Schneidhuber                 |       | NSDAP |
| État populaire de Hesse                                                 | 33 (Hesse-Darmstadt)          | Richard Wagner                      |       | NSDAP |
| État populaire de Hesse                                                 | 33 (Hesse-Darmstadt)          | Carl Mierendorff                    |       | SPD   |
| État populaire de Hesse                                                 | 33 (Hesse-Darmstadt)          | Heinrich Ritzel                     |       | SPD   |
| État populaire de Hesse                                                 | 33 (Hesse-Darmstadt)          | Wilhelm Weber                       |       | SPD   |
| État populaire de Hesse                                                 | 33 (Hesse-Darmstadt)          | Jakob Steffan                       |       | SPD   |
| État populaire de Hesse                                                 | 33 (Hesse-Darmstadt)          | Otto Brenzel                        |       | KPD   |
| État populaire de Hesse                                                 | 33 (Hesse-Darmstadt)          | Fritz Bockius                       |       | ZEN   |
| État populaire de Hesse                                                 | 33 (Hesse-Darmstadt)          | Wilhelm Knoll                       |       | ZEN   |
| Hambourg                                                                | 34 (Hambourg)                 | Karl Kaufmann                       |       | NSDAP |
| Hambourg                                                                | 34 (Hambourg)                 | Hans Nieland                        |       | NSDAP |
| Hambourg                                                                | 34 (Hambourg)                 | Arthur Böckenhauer                  |       | NSDAP |
| Hambourg                                                                | 34 (Hambourg)                 | Helmut Reinke                       |       | NSDAP |
| Hambourg                                                                | 34 (Hambourg)                 | Peter Graßmann                      |       | SPD   |
| Hambourg                                                                | 34 (Hambourg)                 | Johanne Reitze                      |       | SPD   |
| Hambourg                                                                | 34 (Hambourg)                 | Adolf Biedermann                    |       | SPD   |
| Hambourg                                                                | 34 (Hambourg)                 | Paul Bergmann                       |       | SPD   |
| Hambourg                                                                | 34 (Hambourg)                 | Ernst Thälmann                      |       | KPD   |
| Hambourg                                                                | 34 (Hambourg)                 | Elise Augustat                      |       | KPD   |
| Hambourg                                                                | 34 (Hambourg)                 | Gustav Stolper                      |       | DStP  |
| État libre de Mecklembourg-Schwerin État libre de Mecklembourg-Strelitz | 35 (Mecklembourg)             | Friedrich Hildebrandt               |       | NSDAP |
| État libre de Mecklembourg-Schwerin État libre de Mecklembourg-Strelitz | 35 (Mecklembourg)             | Hermann Behme                       |       | NSDAP |
| État libre de Mecklembourg-Schwerin État libre de Mecklembourg-Strelitz | 35 (Mecklembourg)             | Walther Schröder                    |       | NSDAP |
| État libre de Mecklembourg-Schwerin État libre de Mecklembourg-Strelitz | 35 (Mecklembourg)             | Walter von Lingelsheim              |       | NSDAP |
| État libre de Mecklembourg-Schwerin État libre de Mecklembourg-Strelitz | 35 (Mecklembourg)             | Julius Leber                        |       | SPD   |
| État libre de Mecklembourg-Schwerin État libre de Mecklembourg-Strelitz | 35 (Mecklembourg)             | Carl Moltmann                       |       | SPD   |
| État libre de Mecklembourg-Schwerin État libre de Mecklembourg-Strelitz | 35 (Mecklembourg)             | Albert Schulz                       |       | SPD   |
| Liste                                                                   | /                             | Konstantin Hierl                    |       | NSDAP |
| Liste                                                                   | /                             | Walter Buch                         |       | NSDAP |
| Liste                                                                   | /                             | Dietrich Klagges                    |       | NSDAP |
| Liste                                                                   | /                             | Ludwig Münchmeyer                   |       | NSDAP |
| Liste                                                                   | /                             | Richard Walther Darré               |       | NSDAP |
| Liste                                                                   | /                             | Theo Habicht                        |       | NSDAP |
| Liste                                                                   | /                             | Walther Funk                        |       | NSDAP |
| Liste                                                                   | /                             | Georg Usadel                        |       | NSDAP |
| Liste                                                                   | /                             | Magnus von Levetzow                 |       | NSDAP |
| Liste                                                                   | /                             | Baldur von Schirach                 |       | NSDAP |
| Liste                                                                   | /                             | Paul Schultze-Naumburg              |       | NSDAP |
| Liste                                                                   | /                             | Theodor von Renteln                 |       | NSDAP |
| Liste                                                                   | /                             | Hugo Bruckmann                      |       | NSDAP |
| Liste                                                                   | /                             | Johannes Schäfer                    |       | NSDAP |
| Liste                                                                   | /                             | Rolf Rienhardt                      |       | NSDAP |
| Liste                                                                   | /                             | Heinz-Hugo John                     |       | NSDAP |
| Liste                                                                   | /                             | Otto Landsberg                      |       | SPD   |
| Liste                                                                   | /                             | Wilhelm Dittmann                    |       | SPD   |
| Liste                                                                   | /                             | Friedrich Stampfer                  |       | SPD   |
| Liste                                                                   | /                             | Ludwig Marum                        |       | SPD   |
| Liste                                                                   | /                             | Franz Scheffel                      |       | SPD   |
| Liste                                                                   | /                             | Fritz Tarnow                        |       | SPD   |
| Liste                                                                   | /                             | Hans Völter                         |       | SPD   |
| Liste                                                                   | /                             | Max Seppel                          |       | SPD   |
| Liste                                                                   | /                             | John Schehr                         |       | KPD   |
| Liste                                                                   | /                             | Willy Leow                          |       | KPD   |
| Liste                                                                   | /                             | Theodor Neubauer                    |       | KPD   |
| Liste                                                                   | /                             | Max Maddalena                       |       | KPD   |
| Liste                                                                   | /                             | Edwin Hoernle                       |       | KPD   |
| Liste                                                                   | /                             | Josef Schlaffer                     |       | KPD   |
| Liste                                                                   | /                             | Walter Weidauer                     |       | KPD   |
| Liste                                                                   | /                             | Pius Uhrig                          |       | KPD   |
| Liste                                                                   | /                             | Johannes Schröter                   |       | KPD   |
| Liste                                                                   | /                             | Heinrich Brüning                    |       | ZEN   |
| Liste                                                                   | /                             | Ludwig Kaas                         |       | ZEN   |
| Liste                                                                   | /                             | Joseph Wirth                        |       | ZEN   |
| Liste                                                                   | /                             | Heinrich Brauns                     |       | ZEN   |
| Liste                                                                   | /                             | Florian Klöckner                    |       | ZEN   |
| Liste                                                                   | /                             | Fritz Theodor Kuhnen                |       | ZEN   |
| Liste                                                                   | /                             | August Christian Winkler            |       | ZEN   |
| Liste                                                                   | /                             | Heinrich Vockel                     |       | ZEN   |
| Liste                                                                   | /                             | Paula Müller-Otfried                |       | DNVP  |
| Liste                                                                   | /                             | Reinhold Quaatz                     |       | DNVP  |
| Liste                                                                   | /                             | Annagrete Lehmann                   |       | DNVP  |
| Liste                                                                   | /                             | Gustav Harmony                      |       | DNVP  |
| Liste                                                                   | /                             | Otto Hembeck                        |       | DNVP  |
| Liste                                                                   | /                             | Magdalene von Tiling                |       | DNVP  |
| Liste                                                                   | /                             | Friedrich Everling                  |       | DNVP  |
| Liste                                                                   | /                             | Alfred Hanemann                     |       | DNVP  |
| Liste                                                                   | /                             | Erich Schmidt                       |       | DNVP  |
| Liste                                                                   | /                             | Thusnelda Lang-Brumann              |       | BVP   |
| Liste                                                                   | /                             | Hans Ritter von Lex                 |       | BVP   |
| Liste                                                                   | /                             | Eduard Dingeldey                    |       | DVP   |
| Liste                                                                   | /                             | Otto Hugo                           |       | DVP   |
| Liste                                                                   | /                             | Albert Zapf                         |       | DVP   |
| Liste                                                                   | /                             | Emil von Stauß                      |       | DVP   |
| Liste                                                                   | /                             | Albrecht Morath                     |       | DVP   |
| Liste                                                                   | /                             | Elsa Matz                           |       | DVP   |
| Liste                                                                   | /                             | Hermann Dietrich                    |       | DStP  |
| Liste                                                                   | /                             | Ernst Lemmer                        |       | DStP  |
| Liste                                                                   | /                             | Franz Behrens                       |       | CSVD  |
| Liste                                                                   | /                             | Franz Schenk von Stauffenberg       |       | DL    |
| Liste                                                                   | /                             | Emil Köster                         |       | WP    |
| Liste                                                                   | /                             | Jacob Ludwig Mollath                |       | WP    |
| Liste                                                                   | /                             | Adolf Bauser                        |       | VRP   |